# Маньяго
Маньяго (итал. Magnago) — город (коммуна) на севере Италии. Расположен в провинции Милан региона Ломбардия.
Население составляет 9 211 человек (2017 г.), плотность населения составляет 820 чел./км². Занимает площадь 11,23 км². Почтовый индекс — 20020. Телефонный код — 0331.
Покровителем коммуны почитается aрхангел Михаил, празднование в последний понедельник сентября.

## Демография
Динамика населения:

## Администрация коммуны
- Официальный сайт: https://web.archive.org/web/20060827061700/http://www.comune.magnago.mi.it/